# Drino galii
Drino galii là một loài ruồi trong họ Tachinidae.